# Jakob Stämpfli

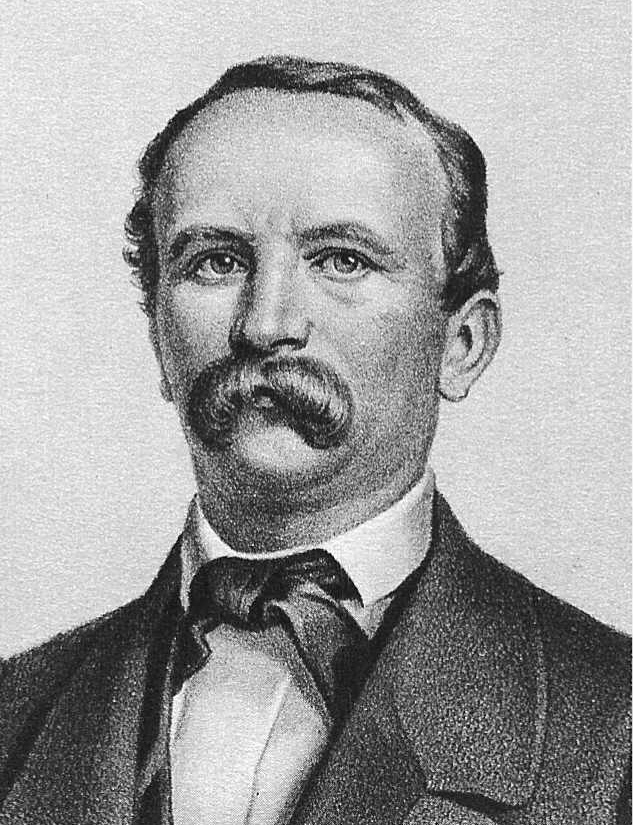
Jakob Stämpfli.

Jakob Stämpfli, född den 23 februari 1820 i Schüpfen i kantonen Bern, död den 15 maj 1879 i Bern, var en schweizisk statsman.
Stämpfli var först advokat, varjämte han uppträdde i Berner Zeitung som förkämpe för politisk radikalism. Ivrigt yrkande på en reform av författningen, inkallades han i regeringsrådet i sin kanton 1846 och blev där ledare för finansväsendet, i vilken egenskap han genomdrev införandet av direkt beskattning. År 1849 blev Stämpfli regeringspresident i Bern, men avgick 1850 tillika med hela den radikala regeringen och ägnade sig därefter ånyo åt advokatyrket. Medlem av det schweiziska nationalrådet 1849, blev han 1854 invald i förbundsrådet, som vars president han tre gånger (1856, 1859 och 1862) fungerade. År 1863 lämnade han förbundsrådet för att överta ledningen av en bank i Bern.